# دوري لاوس لكرة القدم 1991
دوري لاوس لكرة القدم 1991 هو موسم من دوري لاوس لكرة القدم. فاز فيه Lao Army F.C. ‏.